# Condado de Pulaski (Kentucky)
O Condado de Pulaski é um dos 120 condados do estado americano de Kentucky. A sede do condado é Somerset, e sua maior cidade é Somerset. O condado possui uma área de 1 754 km² (dos quais 40 km² estão cobertos por água), uma população de 56 217 habitantes, e uma densidade populacional de 33 hab/km² (segundo o censo nacional de 2000). O condado foi fundado em 1799. O condado proíbe a venda de bebidas alcoólicas.